# Alstroemeria aquidauanica
Alstroemeria aquidauanica är en alströmeriaväxtart som beskrevs av Pierfelice Ravenna. Alstroemeria aquidauanica ingår i släktet alströmerior, och familjen alströmeriaväxter. Inga underarter finns listade i Catalogue of Life.